# 角雕
角鵰（学名：Harpia harpyja），又名哈佩鵰或哈比鷹，是新熱帶界的一種鷹。牠們最初是由卡爾·林奈於1758年所描述，並命名為Vultur harpyja。後來被編入自立的角鵰屬中。
角鵰的名字是與希臘神話的哈耳庇厄有關，哈耳庇厄是一種人面鷹身的怪物，負責將死人帶到哈底斯面前。牠們是美洲中最大隻及最強壯的猛禽，很多時都棲息在熱帶低地森林的上冠層。牠們也是世界上最大型的鷹之一，現存猛禽中只有食猿鵰及虎頭海鵰有接近的身型（不含新舊大陸的大型禿鷲）。已滅絕的哈斯特鷹差不多比角鵰大50%，角鵰同時具備了擁有所有現存成年鳥類中最強179公斤以上的腳爪握力。

## 特徵
角鵰的上身羽毛呈灰黑色，下身的則是白色。在胸部上至頸部有黑間。頭部呈淡灰色，有兩個冠。雄鵰及雌鵰外觀完全一樣。爪長達13厘米。
雌性角鵰平均長108厘米，翼展闊200厘米，重6.5-9公斤，雄鵰只重約3.8-5.4公斤。相較於其他大型猛禽，在同等體重下，角鵰的翼展顯得較短，以金鵰為例，經鑑定的最大的野生雌性標本是來自A. c. chrysaetos亞種，體重約 6.7 公斤，翼展約255厘米，顯示角鵰的翼型適於在森林中穿梭捕獵，較不利於高空盤旋翱翔。

## 生態

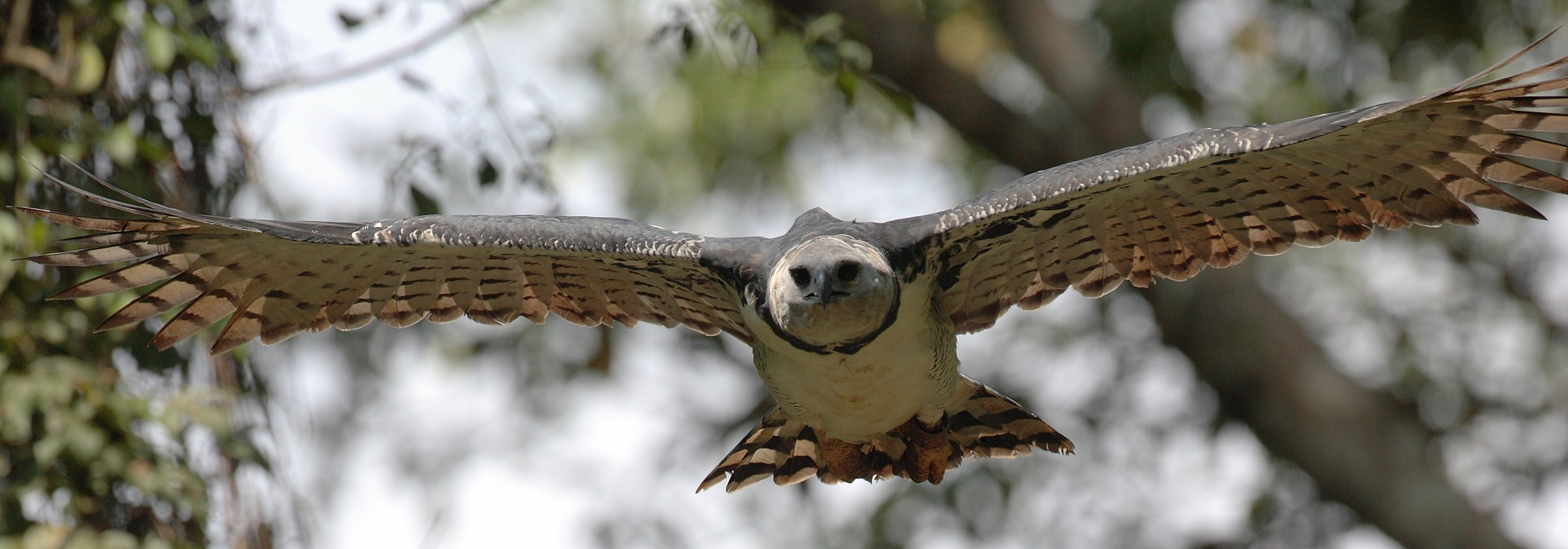
飛行中的角雕。

角鵰是肉食性鳥類，其獵物主要有棲於樹上的哺乳動物，如蜘蛛猴、吼猴、長鼻浣熊、食蟻獸、樹懶、豪豬、負鼠，牠們也會攻擊其他鳥類，如金剛鸚鵡；一些爬蟲類，如鬣蜥、雙領蜥屬和蛇。曾有過記錄一條寬度5公分的蛇被角鵰切碎吞下。偶而角鵰也獵捕更大的獵物，像是水豚、西猯和鹿。角鵰的爪極度強壯，可以壓住獵物，施加的壓力達4.1M帕斯卡。牠們也可以抓起超過其體重四分之三的物件。雖然體型巨大，但飛行時發出的聲響卻非常小，即使在獵物頭頂上掠過，也不容易被察覺。
角鵰會在高樹上以樹枝築巢，很多時都會在南美洲最高的爪哇木棉上築巢。由於砍伐爪哇木棉在南美洲代表了惡運，所以幫助了保存牠們的棲息地。牠們每次會生兩隻蛋，蛋呈白色。角鵰的成長期為兩年，但要到了四五歲左右才完全成熟，有繁殖能力。當第一隻蛋孵化後，角鵰就會忽略第二隻蛋，第二顆蛋便不會孵化。雛鵰出生後6個月就會換羽，但父母仍會照顧牠多6-10個月。若對其巢造成騷擾或威脅牠們的雛鵰，牠們會變得很攻擊性。

## 保育狀況
角鵰受到砍伐及獵殺所威脅，在大部份地方，都只能短暫的見到牠們。如在巴西，牠們已從大西洋森林中消失，只有在偏遠的亞馬遜盆地出沒。世界自然保護聯盟將角鵰列為近危，而《瀕危野生動植物種國際貿易公約》則指牠們已接近滅絕的邊緣。游隼基金會（The Peregrine Fund）指牠們是依賴保護的物種，需要飼養放生及保護棲息地等保育工作。

## 文化
角鵰是巴拿馬的國鳥，也被用來放在巴拿馬國徽中。

## 外部連結
- Bird Collection
- Neil Rettig's Harpy Eagle information （页面存档备份，存于）
- Blue Planet
- 角鵰的相片
- San Diego Zoo （页面存档备份，存于）
- Iwokrama Forest （页面存档备份，存于）
- 游隼基金會
- 角鵰與食猿鵰的比較 （页面存档备份，存于）